# Yakup Kılıç
Yakup Kılıç (* 13. Juli 1986 in Elazığ) ist ein ehemaliger türkischer Boxer. Er gewann bei den Olympischen Sommerspielen 2008 in Peking eine Bronzemedaille im Federgewicht.

## Boxkarriere
Yakup Kılıç boxte für den Fenerbahçe SK. Sein größter Erfolg im Nachwuchsbereich war der Gewinn der Silbermedaille im Fliegengewicht bei der Junioren-Europameisterschaft 2003 in Warschau.
Er gewann 2004 eine Bronzemedaille im Federgewicht bei der World University Championship in Antalya, sowie 2005 ebenfalls eine Bronzemedaille im Federgewicht bei den Mittelmeerspielen in Almería. Bei der Weltmeisterschaft 2005 in Mianyang schied er im Achtelfinale aus.
Nach einem Ausscheiden in der Vorrunde bei der Europameisterschaft 2006 in Plowdiw, folgte 2007 ein erneuter Gewinn einer Bronzemedaille bei der EU-Meisterschaft in Dublin.
Bei der Weltmeisterschaft 2007 in Chicago kam er mit drei Siegen, darunter gegen Sailom Adi, bis in das Halbfinale, wo er kampflos gegen Albert Selimow ausschied und wieder Bronze gewann. Durch diesen Erfolg war er für die Olympischen Spiele 2008 in Peking qualifiziert. Dort erreichte er mit Siegen gegen Satoshi Shimizu und Abdelkader Chadi, sowie einer Halbfinalniederlage gegen Wassyl Lomatschenko, erneut Bronze im Federgewicht.
Eine weitere Bronzemedaille, diesmal im Leichtgewicht, erzielte er bei den Mittelmeerspielen 2009 in Pescara. Bei der Weltmeisterschaft 2009 in Mailand unterlag er dann in der Vorrunde.